# Şehzade Mahmud
Şehzade Mahmud (Manisa, Noviembre de 1512 — Estambul, 29 de octubre de 1521), era un príncipe otomano que pertenecía a la Dinastía osmanlí. Su padre era Solimán el Magnífico y su madre era denominada tradicionalmente como Fülane Hatun. Era el hijo mayor, nacido en Manisa mientras Solimán era gobernador de la provincia.

## Primeros años
Mahmud nació en noviembre de 1512, siendo el primer hijo de Şehzade Solimán y una de sus concubinas, Fülane Hatun. Mientras su padre era el heredero al trono, gobernaba como Sanjak Bey la provincia de Manisa, y su abuelo Selim I ascendía al trono luego de destronar a su padre, Bayezid II.
La vida de Mahmud fue relativamente tranquila, y como futuro heredero al trono fue criado con bastante dureza, desde pequeño. En 1515, nació su medio hermano, Şehzade Mustafa y en 1519, tuvo otro medio hermano, Şehzade Murad. En 1520, su padre ascendió al trono y se dirigieron a la capital del imperio, Constantinopla.

## Muerte
Con tan solo nueve años, falleció a finales de octubre de 1521, debido a una epidemia de viruela que también mató a su medio hermano, Murad, y posiblemente a su otra hermana, Raziye Sultan. El único sobreviviente fue Mustafa, hijo de Mahidevran Hatun, quien se convirtió así en el hijo mayor y aparente heredero, hasta el nacimiento de los hijos de Hürrem Sultan.